# Culture de Jastorf
La culture de Jastorf est une culture archéologique de l'Âge du fer, qui s'est développée entre le VIe et le Ier siècle av. J.-C. dans le nord de l'actuelle Allemagne et le Danemark.

## Origine
Cette culture trouve son origine dans l'Âge du bronze danois et subit l'influence de la culture de Hallstatt située plus au sud. Elle tire son nom du village de Jastorf, en Basse-Saxe. C'est dans cette aire culturelle que se forment les peuples germaniques.

## Extension
La culture de Jastorf s'étend d'ouest en est, de la Weser à l'Oder, et du nord au sud, du Schleswig-Holstein jusqu'à la Saxe, couvrant ainsi le tiers nord-est de l'actuelle Allemagne.

## Description
La culture de Jastorf ne serait pas seulement de typologie germanique. Elle présenterait aussi des caractères archéologiques et typologiques celtiques, comme en témoigneraient quelques sites funéraires, illustrés par les objets [réf. nécessaire]. Toutefois on ne peut invoquer à cet égard le fameux chaudron de Gundestrup, découvert sur le territoire couvert par la culture de Jastorf, car il s'agit d'une pièce rapportée comme butin et caractéristique de l'art sud-danubien.

## Subdivisions chronologiques
Périodes (et leur équivalent en Europe centrale) :
- VIIe siècle av. J.-C., Jastorf A (Hallstatt D)
- VIe siècle av. J.-C., Jastorf B (La Tène A)
- 400 – 350 av. J.-C., Jastorf C (La Tène B)
- 350 – 120 av. J.-C., Ripdorf (La Tène C)
- 120 – 1 av. J.-C., Seedorf (La Tène D)